# Ruan Lufei
Ruan Lufei (阮露斐; Nanchino, 2 ottobre 1987) è una scacchista cinese, Grande Maestro Femminile.
Entrò nella lista FIDE delle prime 20 scacchiste del mondo in gennaio del 2008.

## Principali risultati
- 2007 – vince con la squadra cinese, a Ekaterinburg, il primo campionato del mondo a squadre femminile, ottenendo una medaglia d'argento individuale col risultato di 6 /7
- 2008
  - vince con la squadra cinese, a Pechino, la prima edizione dei World Mind Sports Games'
  - partecipa al campionato del mondo femminile 2008, ma è eliminata al terzo turno dalla svedese Pia Cramling
- 2010 – arriva alla finale del campionato del mondo femminile 2010, venendo sconfitta ai tie-break rapid dalla connazionale Hou Yifan

Suo padre, Ruan Miqing, è professore di aeronautica alla "University of Aeronautics and Astronautics" di Nanchino.
Dopo aver iniziato gli studi nel 2005 alla Tsinghua University di Pechino,  attualmente è iscritta ai corsi della Carnegie Mellon University di Pittsburgh negli Stati Uniti.
Una sua foto è visibile Qui